# (190) Исмена
(190) Исмена (др.-греч. Ἰσμήνη) — довольно крупный астероид внешней части главного пояса.
Принадлежит к редкому спектральному классу P и имеет очень тёмную поверхность, возможно с примесью воды.
Исмена находится в орбитальном резонансе с Юпитером 3:1 и принадлежит к семейству Хильды.

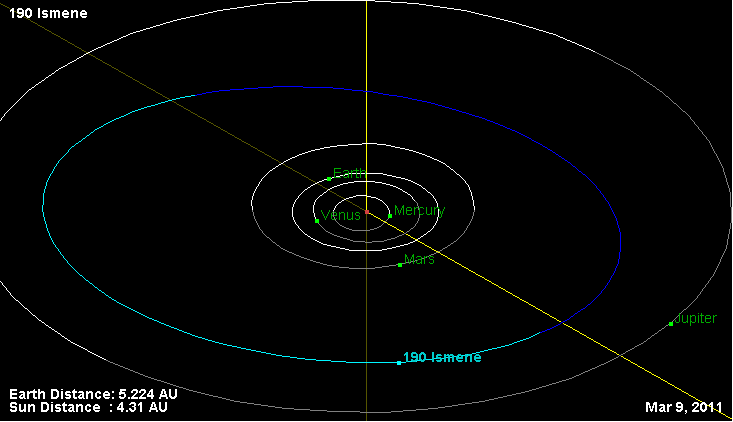
Орбита астероида Исмена и его положение в Солнечной системе

Был обнаружен 22 сентября 1878 года германо-американским астрономом К. Г. Ф. Петерсом в Клинтоне, США и назван в честь Исмены, сестры Антигоны в древнегреческой мифологии.